# Työlki ellää
«Työlki ellää» (en español: También se vive del trabajo) es una canción compuesta por Timo Kiiskinen e interpretada por el dúo folk Kuunkuiskaajat. Representó a Finlandia en el Festival de la Canción de Eurovisión 2010, en finés. La canción ganó el Euroviisut 2010, organizado por la Yle, y participó en la primera semifinal que se celebró en Oslo, Noruega.
La canción está escrita en finés, idioma que no se ha usado desde 2008.
El tema también formó parte del álbum debut de Kuunkuiskaajat.